# 황정민 (여자 배우)
황정민(黃汀旼, 1969년 5월 23일 ~ )은 대한민국의 여성 연극배우 겸 영화배우이다. 1988년 연극배우로 첫 데뷔하였다. 1994년 극단 목화 (대표 오태석)에 입단한 단원이자 극단 목화의 간판배우로 1998년 <남자충동>으로 백상예술대상 연극부문 신인상과 동아연극상 연기상을, 2000년 <춘풍의 처>로 백상예술대상 최우수 여자연기상 수상을 수상했다. 

## 학력
- 서울국악예술고등학교
- 서울예술전문대학 연극학과 졸업

## 연기 활동

### 영화
- 1997년 《산부인과》
- 1999년 《아무도 대답하지 않았다》
- 2000년 《누룽지》 ... 여자 역
- 2003년 《지구를 지켜라!》 ... 순이 역
- 2005년 《박수칠 때 떠나라》 ... 맹인 안마사 역
- 2007년 《바람 피기 좋은 날》 ... 이슬 친구 역
- 2010년 《하녀》 ... 은이 친구 역
- 2010년 《꽃님이》 ... 꽃님 역
- 2012년 《밍크코트》 ... 현순 역
- 2012년 《돈의 맛》 ... 노 비서 역
- 2013년 《명왕성》 ... 명호 모 역
- 2013년 《롤러코스터》 ... 차복순 역
- 2013년 《어떤 시선》 ... 본인 역
- 2013년 《결혼전야》 ... 부녀회장 역
- 2013년 《인간의 숲》 ... 너 역
- 2014년 《수상한 그녀》 ... 애자 역
- 2014년 《제보자》 ... 판잣집 아줌마 역
- 2014년 《나의 사랑 나의 신부》 ... 동장 역
- 2014년 《카트》 ... 옥순 역
- 2014년 《울언니》 ... 슈퍼주인 역
- 2015년 《조선명탐정: 사라진 놉의 딸》 ... 사쿠라 역
- 2015년 《사랑이 이긴다》... 김미혜 역
- 2017년 《7호실》 ... 두식의 누나 역
- 2017년 《1987》 ... 신발가게 주인 역
- 2018년 《어른도감》 ... 은블리 역
- 2019년 《사바하》 ... 심 권사 역
- 2019년 《선물》 ... 작업실 주인 역 (특별출연)
- 2021년 《미션 파서블》 ... 도로시 역
- 2021년 《새콤달콤》 ... 수간호사 역
- 2022년 《고속도로 가족》 ... 떡볶이아줌마 역
- 2023년 《다음 소희》 ... 장학사 역

### 드라마
- 2006년 KBS1 《HD TV문학관 - 달의 제단》 ... 정실 역
- 2011년 JTBC 일일시트콤 《청담동 살아요》 ... 황정민 역
- 2013년 KBS2 단막극 《KBS 드라마 스페셜 - 연우의 여름》 ... 황나미 역
- 2015년 KBS2 주말연속극 《부탁해요 엄마》 ... 염난숙 역
- 2015년 JTBC 주말드라마 《송곳》 ... 황정민 역
- 2016년 KBS2 수목드라마 《함부로 애틋하게》 ... 장정자 역
- 2016년 JTBC 금토드라마 《이번 주 아내가 바람을 핍니다》
- 2017년 MBC 단막극 《세가지색 판타지 - 반지의 여왕》 ... 문제화 역
- 2017년 tvN 토일드라마 《변혁의 사랑》 ... 안미연 역
- 2017년 KBS2 수목드라마 《흑기사》 ... 이숙희 역
- 2018년 MBC 월화드라마 《위대한 유혹자》 ... 조근숙 역
- 2018년 KBS2 수목드라마 《당신의 하우스헬퍼》
- 2018년 KBS2 단막극 《옥란면옥》 ... 월평댁 역
- 2018년 KBS2 월화드라마  《최고의 이혼》 ... 이종희 역
- 2019년 채널A 금토드라마 《평일 오후 세시의 연인》 ... 나순자 역
- 2019년 SBS 수목드라마 《닥터 탐정》 ... 정하랑 엄마 역 (특별출연)
- 2019년 KBS2 수목드라마 《동백꽃 필 무렵》 ... 무당 역 (특별출연)
- 2020년 MBC 금요드라마 《시네마틱드라마 SF8 - 일주일 만에 사랑할 순 없다》 ... 양선생 역
- 2020년 MBC 월화드라마 《카이로스》 ... 곽송자 역
- 2021년 JTBC 수목드라마 《로스쿨》 ... 배심원 역
- 2022년 SBS 금토드라마 《악의 마음을 읽는 자들》 ... 슈퍼 주인 역
- 2022년 JTBC 토일드라마 《클리닝 업》 ... 금실 역
- 2022년 tvN 수목드라마 《아다마스》 ... 권순희 역
- 2022년 SBS 금토드라마 《천원짜리 변호사》 … 이영옥 역
- 2022년 MBC 금토드라마 《금혼령, 조선 혼인 금지령》 … 원녀 역
- 2023년 JTBC 토일드라마 《신성한, 이혼》 … 박애란 역
- 2023년 Netflix 오리지널 드라마 《D.P. 시즌2》 … 김루리 일병의 어머니 역
- 2023년 MBC 금토드라마 《연인》 … 현겸 역
- 2023년 SBS 금토드라마 《소방서 옆 경찰서 그리고 국과수》 … 용순복 역
- 2023년 Disney+ 드라마 《무빙》 … 정육점 사장 역
- 2024년 JTBC 토일드라마 《가족X멜로》 … 황진희 역
- 2024년 KBS2 수목드라마 《개소리》 ... 양원희 역
- 2024년 SBS 금토드라마 《열혈사제 2》 … 김마리 역
- 2025년 tvN 토일드라마 《감자연구소》 ... 쩐반장 역
- 2025년 ENA 월화드라마 《당신의 맛》 ... 주지 스님 역
- 2025년 tvN 토일드라마 《서초동》 ... 도미경 역

### 연극
- 2004년 남자충동
- 2007년 맥베스
- 2008년 잘자요 엄마
- 2013년 바냐아저씨
- 2014년 바냐와 소냐와 마샤의 스파이크
- 2015년 히키코모리 밖으로 나왔어

## 수상
- 1998년 제34회 백상예술대상 연극부문 여자 신인연기상
- 1999년 동아연극상 연기상
- 2000년 제36회 백상예술대상 연극부문 여자 최우수연기상
- 2003년 제11회 춘사영화상 신인여우상
- 2004년 부에노스아이레스 국제독립영화제 여우주연상
- 2012년 제13회 부산영화평론가협회상 여자 우수연기상
- 2013년 제16회 서울국제사랑영화제 단편경쟁 배우상